# Herbert Mitscha-Märheim
Herbert Mitscha-Märheim (Bécs, 1900. február 7. - Ebendorf, 1976. december 8.) bécsi egyetemi régészprofesszor, osztrák őskor- és középkorkutató. Az Osztrák Tudományos Akadémia levelező tagja.

## Élete
A Bécsi Egyetemen 1922-ben végzett. 1924-ben az alsó-ausztriai múzeumhoz került, 1927-ben azonban fel kellett mondania állását, mivel át kellett vennie atyai birtokainak igazgatását. 1951-ben habilitált, mely munkájában a bajorok eredetét vizsgálta. 1963-ban jelent meg fő műve: Dunkler Jahrhunderte goldene Spuren. A háború alatt az Ebendorfi kastélyban elhelyezett Mistelbach környéki és weinvierteli gyűjteményének nagy része megsemmisült. Tanítványa Herwig Friesinger azonban sikeresen folytatta az általa megkezdett munkát.

## Művei
- 1926 Grabfunde der Voraunjetitz-Zeit aus Mistelbach. Wiener Prähistorische Zeitschrift 13.
- 1937 Der Oberleiserberg. Ebendorf
- 1950 Drei frühbronzezeitliche Depotfunde aus dem Bezirk Mistelbach. Archaeologia Austriaca 7.
- 1956 Das germanische Brandgräberfeld am Galgengrund in Mistelbach. Arch. Aust. 19/20.
- 1957 Der Awarenfriedhof von Leithaprodersdorf
- 1962 Die ur- und frühgeschichtliche Besiedlung des nö. Weinviertels. Mitteilungen der Österreichischen Arbeitsgemeinschaft für Ur- und Frühgeschichte XIII, 35ff.
- 1963 Dunkler Jahrhunderte goldene Spuren (Die Völkerwanderungszeit in Österreich). Wien
- 1968 Die Ausgrabungen in der Wallburg „Schanze“ in Thunau bei Gars, NÖ. Österreichische Zeitschrift für Kunst und Denkmalpflege XXII, 48ff. (tsz. Herwig Friesinger)
- 1971 Eine kleine Geschichte von Ebendorf bei Mistelbach, NÖ. Horn
- 1974 Zur Geschichte der älteren Liechtensteiner und ihres Besitzes in Niederösterreich. Jahrbuch der Heraldisch-Genealogischen Gesellschaft „Adler“ 1971/74, 3. Folge, Band 8, 19ff.
- 1973 Germanen am mittleren Donaulimes, Die Römer an der Donau, Noricum und Pannonien. Katalog des Niederösterreichischen Landesmuseums. Neue Folge 55, Petronell 1973, 117ff. (tsz. Herwig Friesinger)

## Elismerései
- 1970 A Tudomány és művészet érdemkeresztje